# Sue Reeve
Susan Diane Reeve zwana Sue, z domu Scott, obecnie Herrington (ur. 17 września 1951 w Birmingham) – brytyjska lekkoatletka, skoczkini w dal i wieloboistka.
Zajęła 10. miejsce w pięcioboju na igrzyskach olimpijskich w 1968 w Meksyku.
Zdobyła srebrny medal w skoku w dal na europejskich igrzyskach halowych w 1969 w Belgradzie, przegrywając jedynie z Ireną Szewińską, a wyprzedzając Metę Antenen ze Szwajcarii. Zajęła 7 miejsce w pięcioboju na mistrzostwach Europy w 1969 w Atenach.
Startując w reprezentacji Anglii zajęła 5. miejsce w pięcioboju i 6. miejsce w biegu na 100 metrów przez płotki na Igrzyskach Brytyjskiej Wspólnoty Narodów w 1970 w Edynburgu.
Zajęła 11. miejsce w skoku w dal na halowych mistrzostwach Europy w 1976 w Monachium. Zajęła 9. miejsce w tej konkurencji na igrzyskach olimpijskich w 1976 w Montrealu oraz 6. miejsce na halowych mistrzostwach Europy w 1977 w San Sebastián.
Zdobyła brązowy medal w skoku w dal na halowych mistrzostwach Europy w 1978 w Mediolanie, za Jarmilą Nygrýnovą z Czechoslowacji i Ildikó Erdélyi z Węgier.
Reeve zwyciężyła w skoku w dal na Igrzyskach Wspólnoty Narodów w 1978 w Edmonton. Zajęła 6. miejsce w tej konkurencji na mistrzostwach Europy w 1978 w Pradze i 10. miejsce na igrzyskach olimpijskich w 1980 w Moskwie.
Była mistrzynią Wielkiej Brytanii (AAA) w skoku w dal w 1976, 1977 i 1980, wicemistrzynią w pięcioboju w 1968 oraz brązową medalistką w biegu na 100 metrów przez płotki w 1970 i w skoku w dal w 1975. W hali była mistrzynią Wielkiej Brytanii w skoku w dal w latach 1969 i 1976–1978, wicemistrzynią w biegu na 60 metrów przez płotki w 1969 oraz brązową medalistką w skoku w dal w 1974. 
Dwukrotnie poprawiała rekord Wielkiej Brytanii w pięcioboju do rezultatu 4731 punktów, uzyskanego 6 czerwca 1969 we Vlaardingen.
Rekord życiowy Reeve w skoku w dal wynosił 6,69 m, ustanowiony 10 czerwca 1979 w Fürth.